# Dirk Götting

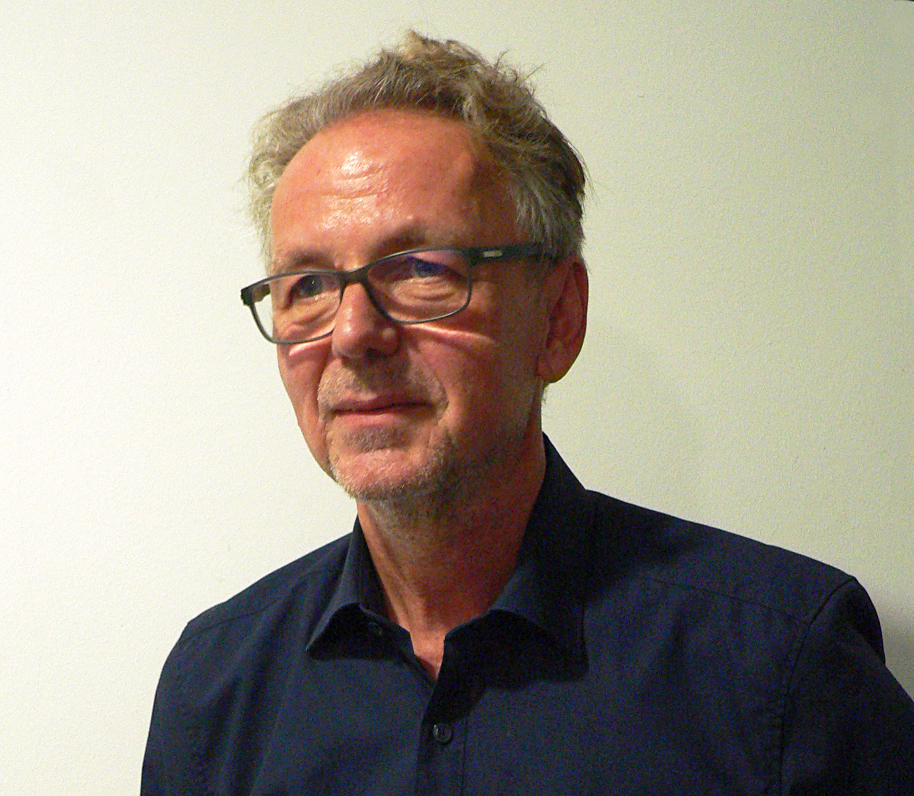
Dirk Götting

Dirk Götting (* 1960) ist ein deutscher Polizeibeamter, der das Polizeimuseum Niedersachsen leitet und an der Polizeiakademie Niedersachsen lehrt.

## Leben
Götting wurde 1977 als Wachtmeister Polizeibeamter beim Bundesgrenzschutz (BGS) und ging 1979 zur Polizei Niedersachsen. Er absolvierte ein polizeiinternes Studium an der Fakultät Polizei der Niedersächsischen Fachhochschule für Verwaltung und Rechtspflege in Hildesheim. Danach nahm er berufsbegleitend ein Studium der Geschichtswissenschaft und politischen Wissenschaft an der Universität Hannover auf, das er mit einer Promotion zu den Anfängen der Polizeiarbeit für Frauen in Deutschland abschloss. Später war er Dozent für Sozialwissenschaft an der Niedersächsischen Fachhochschule für Verwaltung und Rechtspflege in Hann. Münden, die ihren Sitz in der früheren Landespolizeischule Niedersachsen hatte. Von 2001 bis 2007 war er Leiter der Nachwuchswerbung der Polizei Niedersachsen.
Ab 2001 leitete Götting die neu eingerichtete Polizeigeschichtliche Sammlung in Hannover, die 2011 zum Polizeimuseum Niedersachsen wurde und seither Teil der Polizeiakademie Niedersachsen in Nienburg/Weser ist. In der Aus- und Fortbildung der Polizeiakademie ist er Lehrbeauftragter für Polizeigeschichte. Zudem leitet Götting  seit 2019 die neu eingerichtete Forschungsstelle für Polizei- und Demokratiegeschichte an der Polizeiakademie, seit 2020 als wissenschaftlicher Direktor.
Götting führte mehrere Ausstellungen zur Polizeigeschichte in Niedersachsen durch, darunter „Ordnung und Vernichtung, die Polizei im NS-Staat“, „Von der Polizeiassistentin zur Führungskraft“ und „Freude, Helfer, Straßenkämpfer – die Polizei in der Weimarer Republik“.

## Mitgliedschaften
- Vorstandsmitglied des Förderkreises für Polizeigeschichte Niedersachsen e. V.
- Redaktionsangehöriger der Fachzeitschrift „Archiv für Polizeigeschichte“

## Veröffentlichungen
- Das Aufbegehren der bürgerlichen Frauenbewegung gegen die Sittenpolizei des Kaiserreichs und der erste Versuch weiblicher Polizeiarbeit in Deutschland (1875–1914). Frauen im Polizeidienst zwischen „Rettungsarbeit“ und „Sittenschnüffelei“, Frankfurt am Main, 2010, Schriftenreihe der Deutschen Gesellschaft für Polizeigeschichte e.V., Band 10, ISBN 978-3-86676-105-6
- mit Barbara Riegger: Freunde – Helfer – Straßenkämpfer: die Polizei in der Weimarer Republik, Ausstellungskatalog, 2021
- mit anderen: Polizeiliche Bildung und Forschung in Niedersachsen: von der Polizeischule zur Polizeiakademie, 2021, Frankfurt am Main, Verlag für Polizeiwissenschaft
- mit Michael Parak: Strukturelle Verankerung von Demokratiearbeit in der Polizei Niedersachsen, 2022, Berlin, Gegen Vergessen – Für Demokratie e.V., Nienburg/Weser, Polizeiakademie Niedersachsen (Online)
- Deutsch-britisches Intermezzo; die Kriminalpolizei Hannover 1945 zwischen Reichskriminalpolizeistelle und Regional Records Bureau. in: Von der Polizei der Obrigkeit zum Dienstleister für öffentliche Sicherheit: Festschrift zum 100. Gebäudejubiläum des Polizeipräsidiums Hannover…, 2003, S. 144–167
- mit Carsten Rose: Polizei Niedersachsen in: Handbuch der Polizeien Deutschlands, Wiesbaden, 2008, S. 261–288
- Die weibliche Kriminalpolizei – ein republikanisches Reformprojekt zwischen Krise und Neuorientierung im Nationalsozialismus in: Die Polizei im NS-Staat, Frankfurt am Main, 2009, S. 481–510
- Die öffentliche Kritik an der Sitten-schnüffelei der Polizeiassistentin – Ein Kapitel aus den Anfängen der weiblichen Polizeiarbeit in: Ariadne. Forum für Frauen- und Geschlechtergeschichte, 2009, Heft 55, S. 18–25
- Von der Polizeiassistentin zur Führungskraft in Die Polizei, 2010, Heft 9, S. 271–275
- 90 Jahre Kriminalberatungsstellen in Deutschland – Wegbereiter einer bürgerorientierten Polizeiarbeit in Kriminalistik 2011, Heft 4, S. 213–216
- Luther und 500 Jahre Reformation – polizeihistorisch gesehen in Die Polizei, 2017, Heft 12, S. 371–377
- Polizei und Shoa – oder vom Umgang mit geschichtlicher Verantwortung in der Polizei Niedersachsen in Tagungsband Forschung, Bildung, Praxis im gesellschaftlichen Diskurs, 2021, S. 96–101